# برده‌داری در هائیتی

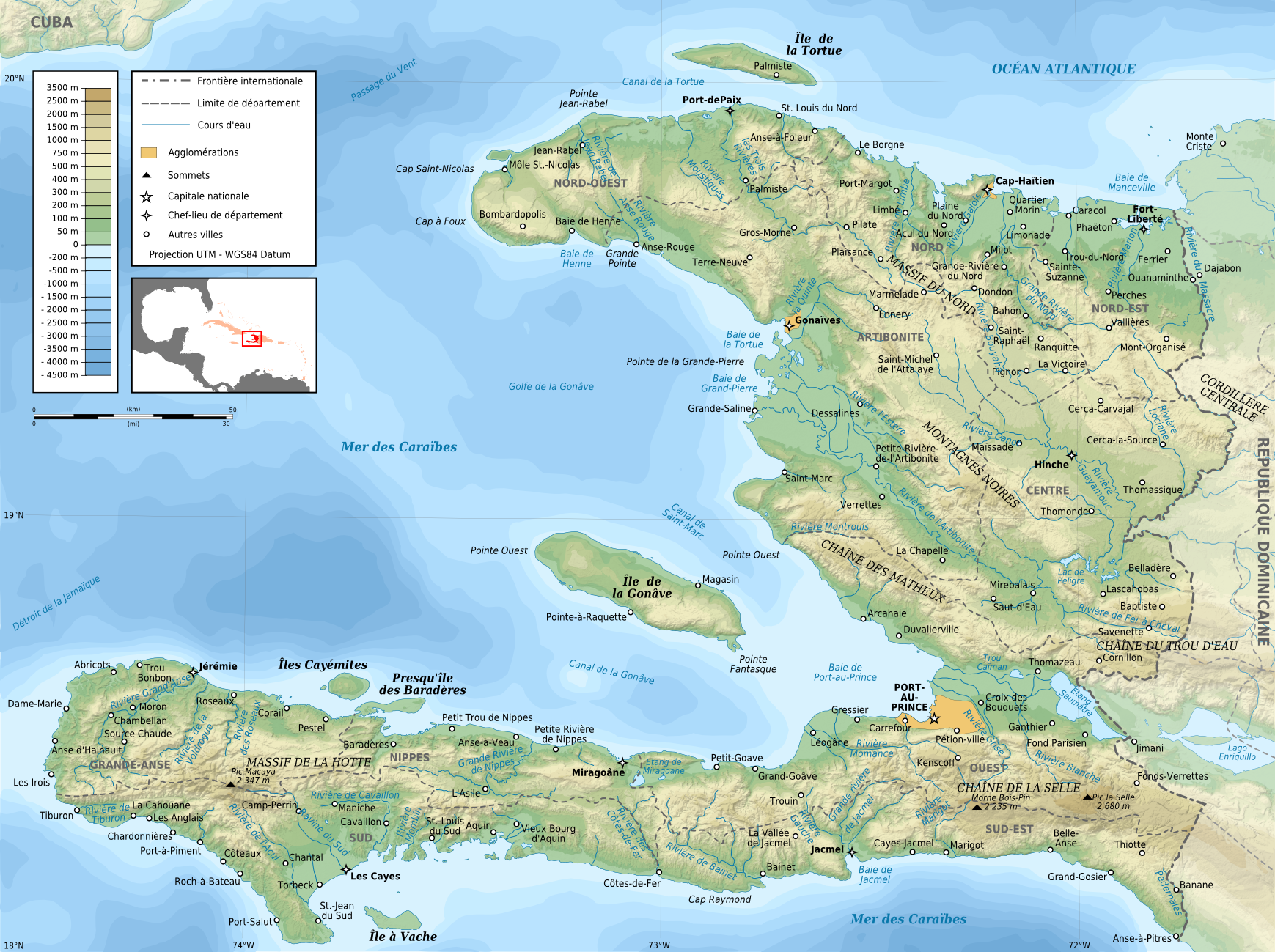
هائیتی امروز

برده‌داری در هائیتی (انگلیسی: Slavery in Haiti) با ورود کریستف کلمب در این جزیره در سال ۱۴۹۲ شروع شد. این امر تأثیرات ویرانگری روی جمعیت بومی داشت. به دنبال نابودی تقریبی بومیان تاینو در نتیجه کار اجباری، بیماری و جنگ، اسپانیایی‌ها، با راهنمائی کشیش کاتولیک بنام بارتلومئو دو لاس کاساس و با حمایت کلیسای کاتولیک، شروع به اقدام جدی در ربودن و کشیدن کار اجباری از بردگان آفریقائی کردند.

## استعمار فرانسه و انقلاب بردگان
در شروع دوران استعمار فرانسه در سال ۱۶۲۵، اقتصاد هائیتی (که در آن زمان به نام سن سنت دومینو شناخته می‌شد) بر پایه برده‌داری بود، که به عنوان خشن‌ترین نوع برده‌داری در جهان آن روز شناخته می‌شد. انقلاب هائیتی در سال ۱۸۰۴، تنها قیام موفق بردگان در تاریخ بشر، پایان برده‌داری را نه تنها در سنت دومینیک، بلکه در تمام مستعمرات فرانسه را تسریع کرد.

## دوران پس از انقلاب ضد برده‌داری
با این حال، پس از انقلاب چند تن از رهبران هائیتی کار اجباری را بکار گرفتند، با این اعتقاد که اقتصاد مبتنی بر کشاورزی تنها راه موفقیت برای هائیتی است. آنها اقدام به ساختن سنگرها، برای محافظت در مقابل حملات فرانسوی‌ها کردند. در طول اشغال ایالات متحده بین سال‌های ۱۹۱۵ و ۱۹۳۴، نظامیان ایالات متحده مردم هائیتی را مجبور ساختند تا جاده‌هایی را برای دفاع در مقابل رزمندگان مقاومت هائیتی بسازند.

## قاچاق انسان در هائیتی
کار بدون پرداخت دستمزد در هائیتیٰ هنوز هم اجرا می‌شود. حدود نیم میلیون کودک به عنوان خدمتکار خانگی بدون دستمزد بکار گرفته می‌شوند، که مرتباً از سوءاستفاده جنسی و جسمی رنج می‌برند. علاوه بر این، قاچاق انسان، از جمله قاچاق کودکان، مشکل بزرگی در هائیتی است؛ افراد قاچاق شده در داخل یا خارج هائیتی برای کار اجباری از جمله قاچاق جنسی بکار گرفته می‌شوند. گروه‌هایی که بیشتر درخطر قاچاق هستند عبارتند از: افراد فقیر، زنان، کودکان، بی‌خانمان‌ها و افرادی که از مرز جمهوری دومینیکن مهاجرت می‌کنند. زلزله ویرانگر در سال ۲۰۱۰ بسیاری را آواره کرد و آنها را بی خانمان، منزوی و در مقابل سوء استفاده قاچاقچیان به شدت آسیب‌پذیر کرد. هرج و مرج پس از زمین لرزه، توجه مقامات را نیز منحرف کرد و مانع تلاش برای جلوگیری از قاچاق انسان گردید.

## اقدامات دولتی
دولت اقداماتی را برای پیشگیری و جلوگیری از قاچاق انسان انجام داده، کنوانسیون‌های حقوق بشر را تصویب و قوانینی برای محافظت از افراد آسیب‌پذیر به اجرا درآورده است، اما اعمال قوانین هنوز دشوار است.
دفتر نظارت و مبارزه با قاچاق انسان در وزارت خارجه ایالات متحده در سال ۲۰۱۷ کشور هائیتی را در "فهرست مراقبت سطح ۲" قرار داد.